# Manuel Falces
Manuel Falces López (Almería, 1952 - ibídem, 6 de enero de 2010) fue un fotógrafo español.

## Biografía
Licenciado en Derecho por la Universidad de Granada y profesor de Técnica y Estética de la Fotografía en la Universidad Complutense de Madrid. Alrededor de 1970 comenzó a interesarse por la fotografía y desde entonces compaginó labor artística y crítica. Colaboró en la revista Nueva Lente con la que compartió diversos presupuestos creativos. Fundó y dirigió desde 1992 hasta 2005 el Centro Andaluz de la Fotografía (CAF), así como el Proyecto Imagina (1990-1992), que dio nacimiento al CAF. Desde 1984 hasta su fallecimiento fue colaborador habitual del diario El País, como fotógrafo y crítico de fotografía. En 1996 recibe la Medalla de Oro de Andalucía. Durante los XV Juegos Mediterráneos Almería 2005 presidió la Comisión de Cultura de los mismos.
Falleció el 6 de enero de 2010 en Almería a los 57 años de edad.

## Exposiciones
- Exposición Mundial de Fotografía del Kunsthalle, Colonia (Alemania), como representante de la revista Nueva Lente (1976)
- Photogalería, Madrid (1977)
- Fotografía Española Contemporánea, París (1977)
- International Museum of Photography and Film, George Eastman House, Rochester, NY (EE. UU.)
- Museo Español de Arte Contemporáneo
- IX Encuentros de Arlés (Francia) (1978)
- IVAM, Valencia (1988)
- El tránsito, Museo de Arte Contemporáneo, Sevilla (1990)
- Proyecto Cuatro Direcciones, Museo Nacional del Centro de Arte Reina Sofía (MNCARS), Madrid (1991)
- Fundación Telefónica (Madrid) (de las obras en colaboración con José Ángel Valente reseñadas más abajo).
- Programa de difusión de autores europeos de la UE (patrocinado por Pentax)

## Obra publicada y colaboraciones
- Introducción a la fotografía española (1976), premio Ángel Ganivet de la Universidad de Granada.
- Cabo de Gata: la memoria y la luz (1992), Las ínsulas extrañas: lugares audaces de Juan de la Cruz (1993) y Para siempre: la sombra, Manuel Falces (1998) en colaboración con José Ángel Valente.
- Les deux éveils de l'Espagne: 1492-1992, París: Presses du Centre National de Recherches Scientifiques, 1991